# Big Sean

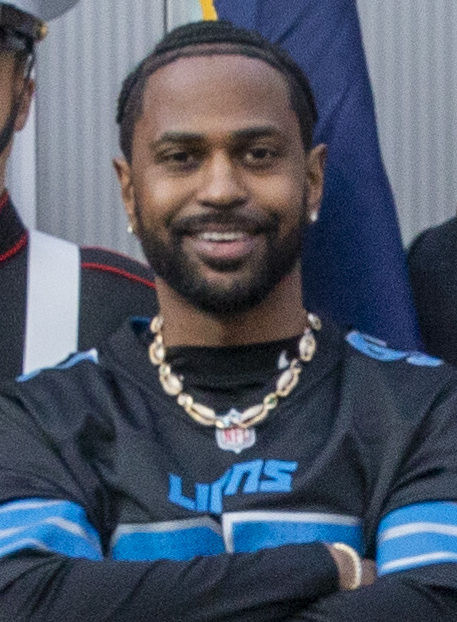
Big Sean, 2024

Big Sean (* 25. März 1988 in Santa Monica, Kalifornien; bürgerlich Sean Michael Leonard Anderson) ist ein US-amerikanischer Rapper.

## Leben
Big Sean wuchs in Detroit auf. Er ist seit 2007 beim Label GOOD Music des Rappers und Produzenten Kanye West unter Vertrag. Sein Album Finally Famous aus dem Jahre 2011 erreichte in den USA in den Billboard 200 die Chartposition 3. Mit Pusha T, 2 Chainz und Kanye West hat Big Sean an der Kollaborations-Single Mercy gearbeitet, welche im April 2012 zuerst veröffentlicht wurde. Mit Regisseuren wie Hype Williams und NABIL nahm Big Sean mehrere Musikvideos auf.
Erfolgreich in Deutschland war sein Album Dark Sky Paradise, an dem unter anderem Kanye West, Lil Wayne und DJ Mustard mitwirkten. Die Songs I Know, One Man Can Change the World und I Don’t Fuck With You erreichten Platin-Status, letzterer einen vierfachen.
2017 veröffentlichte Big Sean sein viertes Studioalbum I Decided. Im Oktober erreichte das Album Platin-Status in den USA.
Im gleichen Jahr kooperierte Big Sean in dem Song Miracle der britischen Band Coldplay mit. Dieser Song konnte sich in den britischen Charts auf Platz 54 platzieren.

## Privates
Bis April 2014 war Big Sean mit der Schauspielerin Naya Rivera (Glee) liiert. Von Oktober 2014 bis April 2015 war Big Sean mit der US-amerikanischen Sängerin Ariana Grande liiert. Aktuell ist er mit der Sängerin Jhené Aiko liiert. Am 8. November 2022 kam ihr gemeinsamer Sohn Noah zur Welt.

## Diskografie
Studioalben

| Jahr | Titel Musiklabel                                                  | Höchstplatzierung, Gesamtwochen, AuszeichnungChartplatzierungen (Jahr, Titel, Musiklabel, Platzierungen, Wochen, Auszeichnungen, Anmerkungen) | Höchstplatzierung, Gesamtwochen, AuszeichnungChartplatzierungen (Jahr, Titel, Musiklabel, Platzierungen, Wochen, Auszeichnungen, Anmerkungen) | Höchstplatzierung, Gesamtwochen, AuszeichnungChartplatzierungen (Jahr, Titel, Musiklabel, Platzierungen, Wochen, Auszeichnungen, Anmerkungen) | Höchstplatzierung, Gesamtwochen, AuszeichnungChartplatzierungen (Jahr, Titel, Musiklabel, Platzierungen, Wochen, Auszeichnungen, Anmerkungen) | Höchstplatzierung, Gesamtwochen, AuszeichnungChartplatzierungen (Jahr, Titel, Musiklabel, Platzierungen, Wochen, Auszeichnungen, Anmerkungen) | Anmerkungen                             |
| Jahr | Titel Musiklabel                                                  | DE | AT | CH | UK | US | Anmerkungen                             |
| ---- | ----------------------------------------------------------------- | --- | --- | --- | --- | --- | --------------------------------------- |
| 2011 | Finally Famous Getting Out Our Dream / Island Def Jam Music Group | — | — | — | — | US3 Platin · (28 Wo.)US | Erstveröffentlichung: 28. Juni 2011     |
| 2013 | Hall of Fame Getting Out Our Dream / Island Def Jam Music Group   | — | — | — | UK56 (1 Wo.)UK | US3 Gold · (7 Wo.)US | Erstveröffentlichung: 27. August 2013   |
| 2015 | Dark Sky Paradise Getting Out Our Dream / Def Jam                 | DE76 (1 Wo.)DE | AT70 (1 Wo.)AT | CH41 (2 Wo.)CH | UK23 Silber · (3 Wo.)UK | US1 ×2Doppelplatin · (106 Wo.)US | Erstveröffentlichung: 24. Februar 2015  |
| 2017 | I Decided Getting Out Our Dream / Def Jam                         | DE62 (1 Wo.)DE | — | CH39 (1 Wo.)CH | UK12 (4 Wo.)UK | US1 Gold · (60 Wo.)US | Erstveröffentlichung: 3. Februar 2017   |
| 2020 | Detroit 2 Getting Out Our Dream / Def Jam                         | — | AT71 (1 Wo.)AT | CH31 (1 Wo.)CH | UK24 (1 Wo.)UK | US1 Gold · (12 Wo.)US | Erstveröffentlichung: 4. September 2020 |
| 2024 | Better Me Than You FF to Def Entertainment / Def Jam              | — | — | — | — | US25 (1 Wo.)US | Erstveröffentlichung: 30. August 2024   |